# Raul Leitão da Cunha
Raul Leitão da Cunha (Rio de Janeiro, 2 de janeiro de 1881 — Rio de Janeiro, 2 de março de 1947) foi um médico e político brasileiro.

## Biografia
Em 1903, com a tese “Valor diagnóstico da punção lombar” concluiu o curso de Medicina na Faculdade de Medicina do Rio de Janeiro. Foi, então, estudar na Europa e se especializou em anatomia patológica.
Começou profissionalmente no Hospício Nacional da Praia Vermelha, onde foi diretor do Serviço Anatomopatológico do Hospital Nacional de Alienados entre 1905 e 1907. No ano seguinte, tornou-se tornou-se professor substituto da cadeira de Histologia da então Faculdade de Medicina do Rio de Janeiro, e no mesmo ano, assumiu a cátedra de bacteriologia . Na mesma faculdade, em 1910, virou catedrático de Anatomia Patológica.
Como assessor do governo de Carlos Chagas, foi diretor dos Serviços Sanitários do Rio de Janeiro. Representou o Brasil na I Conferência Pan-Americana dos Diretores de Saúde Pública, de Washington, em 1926. Até 1929, foi examinador de concursos para alienistas do Hospital Nacional de Alienados, para médicos legistas da polícia do Rio de Janeiro e para professor de anatomia e fisiologia artística da Escola Nacional de Belas Artes do Rio de Janeiro.
Tornou-se diretor da Faculdade de Medicina do Rio de Janeiro em 1931. Fez parte das comissões para a Assistência Nacional de Psicopatas do Rio de Janeiro e para a secretaria do Conselho Municipal.
Entrou para a política em 1933, elegendo-se deputado pelo Distrito Federal à Assembleia Nacional Constituinte, pelo Partido Democrático.
Reitor da Universidade do Brasil durante o Estado Novo de Getúlio Vargas, em 1940 assumiu a direção da Faculdade Nacional de Filosofia. Também fez parte do Conselho Nacional de Educação nos anos de 1940, 1943, 1945 e 1946.
Foi ministro da Educação e Saúde no governo José Linhares, em substituição ao então ministro Gustavo Capanema, de 30 de outubro de 1945 a 31 de janeiro de 1946.
Foi membro titular da Academia de Medicina e membro honorário da Academia Paulista de Medicina. Também compôs o conselho consultivo da Liga Brasileira contra a Tuberculose.
Faleceu em 4 de março de 1947, no Rio de Janeiro.